# Sada (Navarra)
Sada (baskisch Zare) ist eine Gemeinde (municipio) mit 128 Einwohnern (Stand: 2024) in der Autonomen Gemeinschaft Navarra.

## Lokale Situation
Sada liegt zu Füßen des Bergrückens Sierra de Leyre in einer Höhe von etwa 510 m. Pamplona liegt etwa 30 Kilometer nordwestlich von Sada.

## Kultur und Sehenswürdigkeiten
- Vinzenzkirche
- Herrenhaus

## Persönlichkeiten
- Joaquín Javier Uriz Lasaga (1747–1829), Erzbischof von Pamplona (1815–1829)